# Giovanni Fantuzzi (politico)
Giovanni Fantuzzi (Bologna, 1391 – Bologna, febbraio 1460) è stato un politico italiano.

## Biografia
Secondo figlio di Fantuzzo, che morì quand'era ancora piccolo, nel 1393, venne cresciuto dal fratello Pietro e dalla madre Antonia Compagnoni.
All'interno della lotta fra fazioni che agitava Bologna, fu un convinto sostenitore dei Bentivoglio, sposandone fra l'altro, una cugina. 